# Meitantei Conan - Hiiro no dangan
Meitantei Conan - Hiiro no dangan (名探偵コナン 緋色の弾丸? lett. "Detective Conan - Il proiettile scarlatto"), conosciuto anche con il titolo internazionale Detective Conan: The Scarlet Bullet, è il ventiquattresimo film d'animazione dedicato alla serie anime Detective Conan, nonché il venticinquesimo contando anche il crossover Lupin Terzo vs Detective Conan. Doveva uscire in Giappone il 17 aprile 2020, ma a causa della pandemia di COVID-19 fu rimandato al 16 aprile 2021.

## Trama
Il Giappone celebra l'arrivo a Tokyo dell'imminente evento WSG (World Sports Games), ovvero la più grande manifestazione mondiale dedicata allo sport, in coincidenza della quale si sta per inaugurare il "proiettile nipponico", ovvero il primo treno al mondo a levitazione magnetica in tunnel sottovuoto, costruito con la più avanzata tecnologia giapponese.
La partenza del treno è prevista dalla stazione di Shin-Nagoya per giungere alla Tokyo Station alla velocità di 1.000 chilometri orari. Tuttavia, un incidente sulla linea ferroviaria segna il party tenuto dai principali sponsor dell'opera, e si conclude con una serie di rapimenti di dirigenti dopo essere saliti sul treno, tra cui il padre di Sonoko. Shuichi Akai monitora l'incidente e l'FBI attende ordini da lui.
Nel frattempo, Conan intuisce un legame con i rapimenti seriali avvenuti al WSG di quindici anni prima a Boston, e scopre che le indagini erano state gestite dall'FBI all'epoca. Si ritrova coinvolto anche l'US Marshals Service.

## Colonna sonora
La sigla finale è Eternal Alibi (永遠の不在証明?, Eien no Fuzai Shōmei), di Tokyo Jihen.